# همبرگ (مینه‌سوتا)
همبرگ، مینه‌سوتا (به انگلیسی: Hamburg, Minnesota) یک شهر در ایالات متحده آمریکا است که در شهرستان کارور، مینه‌سوتا واقع شده‌است.

## خصوصیات
همبرگ ۰٫۶۰ کیلومترمربع مساحت و ۵۱۳ نفر جمعیت دارد و ۳۰۸ متر بالاتر از سطح دریا واقع شده‌است.